# De versierde bezemsteel
De versierde bezemsteel (Engels: Hallowe'en Party) is een detective- en misdaadroman uit 1969 van de Britse schrijfster Agatha Christie. 
Het verhaal verscheen initieel als zevendelige serie in Groot-Brittannië in het magazine Woman's Own van 15 november tot 27 december 1969 en in de Verenigde Staten in het magazine Cosmopolitan van december 1969. Het boek werd in november 1969 voor het eerst gepubliceerd door de Collins Crime Club in Groot-Brittannië en later dat jaar door Dodd, Mead and Company in de Verenigde Staten. De Nederlandstalige versie werd uitgebracht in 1970 door Luitingh-Sijthoff.

## Verhaal
Op een tienerfeestje in het Engelse dorp Woodleigh Common wordt het meisje Joyce Reynolds vermoord. De schrijfster Ariadne Oliver had gehoord dat het meisje die dag vertelde dat ze in het verleden misschien getuige was geweest van een moord maar dat niemand haar geloofde. Ariadne besluit haar oude vriend Hercule Poirot erbij te halen. Hij stuit op een aantal verdachte sterfgevallen en ontdekt zo het motief van de kindermoordenaar.

## Adaptaties
- Het verhaal werd als radiohoorspel uitgebracht door BBC Radio 4 in 2006.
- Hallowe’en Party werd uitgegeven door HarperCollins als een striproman op 3 november 2008.
- Op 27 oktober 2010 werd het verhaal uitgebracht in het 12de seizoen van de Britse misdaadserie Agatha Christie's Poirot, met verscheidene wijzigingen.[2]
- Het verhaal Meurtre à la kermesse van seizoen 2 van de Franse televisieserie Les Petits Meurtres d'Agatha Christie (2013-2016) is gebaseerd op het boek.
- In 2023 diende het verhaal als basis voor de film A Haunting in Venice van Kenneth Branagh.